# 洪寶帶
洪寶帶（1913年—2003年），臺灣高雄市岡山區人，助產師，長期在橋頭區服務，第十一屆醫療奉獻獎得主。

## 生平
洪寶帶為1913年出生在岡山，父親是警察，七歲時母親因霍亂過世。十三歲，父親失明，家裡生計全落在她身上。高中畢業，後以同等學歷考上台大附設醫院護理助產學校，為當年錄取十三人中台灣人的第一名，以第三名畢業。畢業後，顧及父親眼盲，及兄長被徵召上戰場，家中無人照料，加上家鄉缺乏助產士，因而放棄在大醫院工作機會，回到家鄉。隨即在父親安排下，嫁給橋頭仕隆國小訓導主任王謙守。
洪寶帶與丈夫育有二男一女，長子王堯弘、二子王舜弘、長女王舜美。婚後第六年，夫婿病故，留下三個稚齡孩子及兩位高堂，當時她為了維持家計，便在橋頭鄉開設助產所。
學有專長的洪寶帶不久就闖出名氣，博得「王先生（夫婿姓王）」的美譽，足跡遍及高雄橋頭、岡山、燕巢等，有時要趕到高雄市區。當時橋頭為一大片蔗田，村落之間距離遙遠，交通十分不便，洪寶帶多靠步行或腳踏車代步，有時為趕時間，冒險沿著台糖火車道而行，讓同行的產婦家屬為之捏把冷汗。她面對窮苦人家，從不計較收費，對於付不出接生費的窮困人家，不但免費服務，還自掏腰包送上奶粉、尿布，並提供產後護理及新生兒照顧等後續服務。曾擔任洪寶帶助手的老護士王清端，生育五個孩子中，四個都是洪寶帶接生的。她說「王先生」的生產技術熟練又安全，再困難、複雜的狀況，她都能化險為夷，讓產婦順利生下孩子，讓人備感窩心。
自1957年起，洪寶帶將接生過的產婦、年齡、胎數、地址及胎兒性別等，均逐一留下紀錄，有十多本，在這些接生紀錄中，不乏接生第九、十胎者，及遠道從中臺灣、屏東地區來的。她與媳婦戴麗鳳兩人七十多年來，總共接生過四萬多名嬰兒，包括前內政部長余政憲、前省諮議會諮議長余玲雅、和前高苑工商校長黃志華等人。
洪寶帶歷任橋頭鄉三德村托兒所負責人兼助產士、仕隆國小幼稚園講習所老師、省立高雄商職護士、橋頭助產所所長及高雄縣助產士公會理事長等職。高雄縣助產士公會理事長陳秀鳳說，洪寶帶出任該會理事長時，不僅傾囊相授豐富的助產經驗，且提攜後進，不遺餘力，奶粉公司贈送的奶粉，洪理事長從不據為私有，一一分送給貧困人家。此外，洪寶帶還擔任紅十字會終生志工，會援助孤兒院、救濟院，曾獲五次全國與地方性的「模範老人」表彰。晚年，她因心臟病纏身，行動不便，須靠輪椅代步，但她熱心教育與宗教事業，擔任高雄縣高苑技術學院與高苑工商職校董事，篤信基督，擔任執事、女宣會長及長老等職數十年。
1995年12月12日，中華民國助產學會慶祝國際助產士節大會上表揚八十歲以上資深助產士，以1910年生的蔡妥最為年長，其次為洪寶帶，當年洪寶帶助產所還在營業。2001年，由余玲雅的母親余陳月瑛，特別推薦洪寶帶角逐第十一屆醫療奉獻獎得主。
2003年1月30日，臺灣首座醫療史料文物中心在於高雄市政府衛生局舊址開幕，文物有洪寶帶六十多年的接生記錄簿與早期助產士證照。該年，她過世。

## 身後

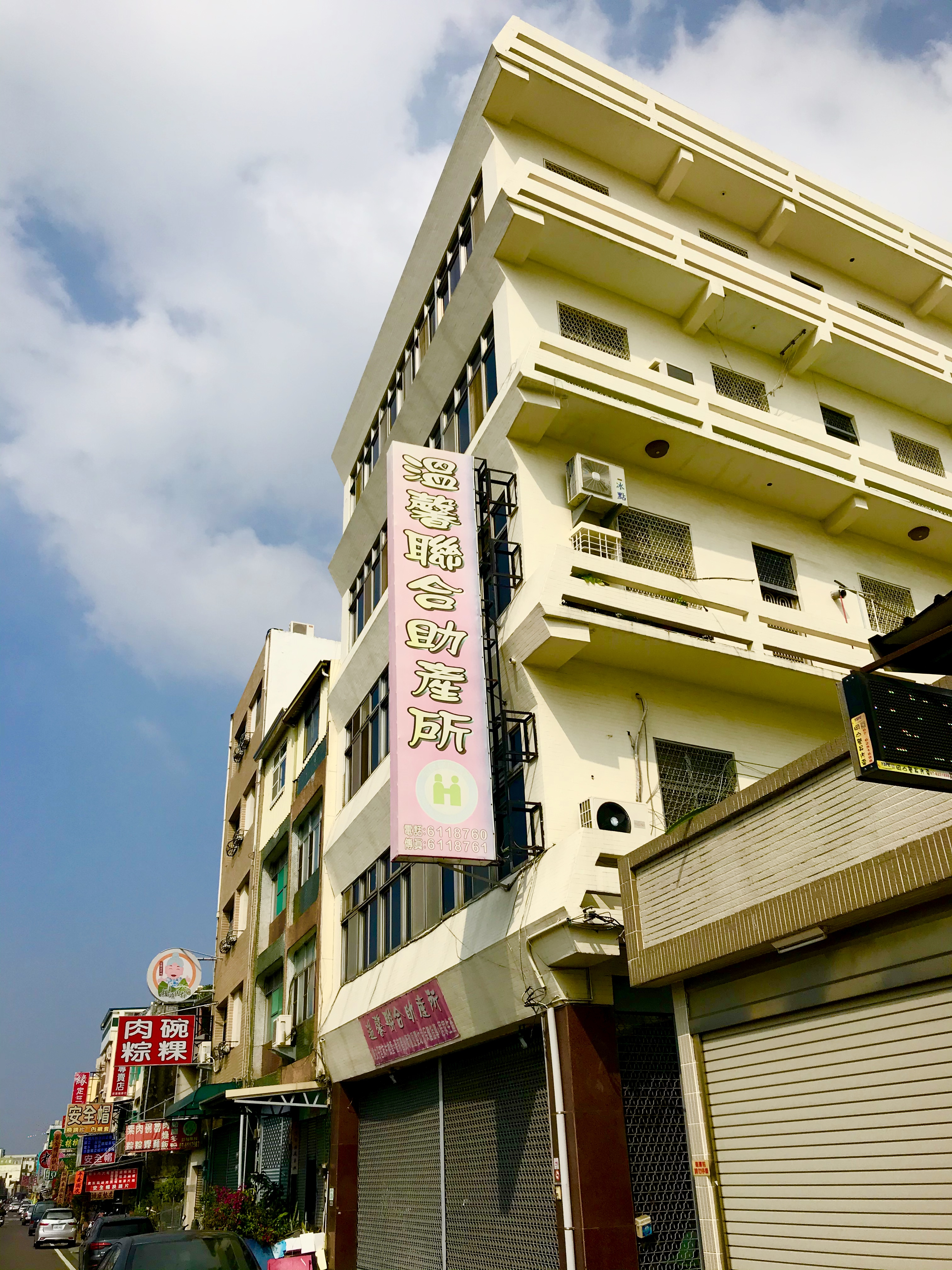
溫馨聯合助產所

臺灣新生兒由助產士接生的比率在1951年是52.5％，至1993年已降至0.57％。2000年代初，洪寶帶助產所因生育率嚴重下降，加上習慣到大醫院婦產科生產、戴麗鳳年事已高，歇業。
2006年5月9日，國際護士節高雄市聯合慶祝大會，播放「尋找台灣護理典範」影片，紀錄三年前過世的洪寶帶、已去世的台大護校校長陳翠玉，及第三屆醫療奉獻獎得主馬素珊等護理典範。
2016年3月10日，洪寶帶助產所重新開幕，改名為「溫馨聯合助產所」，成員有高雄縣助產師助產士公會理事長林綉美、余雪招及陳彩蓮、陳淑芬、戴麗鳳。